# Плав'юк Ярослава Володимирівна
Ярослава Володимирівна Плав'юк, до шлюбу Бойко (24 березня 1926, село Біла поблизу Тернополя — 4 березня 2023, Берлінгтон, Онтаріо, Канада) — українська громадська діячка, феміністка, благодійниця. Почесна членкиня Всеукраїнського жіночого товариства імені Олени Теліги. Членкиня жіночого товариства імені Ольги Басараб. 
Дружина політика та громадського діяча — голови Організації українських націоналістів, генерального секретаря та Президента Світового Конгресу Вільних Українців, останнього президента Української Народної Республіки в екзилі Миколи Плав'юка.

## Життєпис
Народилася 24 березня 1926 року в селі Біла Тернопільська область, батько — професор гімназії Володимир Бойко, мати Марія — донька пароха греко-католицької церкви отця Колянківського. 1945 рік зустріла в таборі для «переміщених осіб» (DP, «ді-пі») в американській зоні окупації (Карлсфельд біля Мюнхена).
У 1946 році закінчила Українську гімназію у Берхтесгадені, Баварія, Німеччина.
У 1948 році в Мюнхені одружилася з Миколою Плав'юком і прожила з ним довге і щасливе життя, виховавши двох синів Ореста і Нестора та двох дочок Уляну та Оксану. Наприкінці 1949 року їх сім'я переїхала до Канади; громадянка Канади.
Ярослава Плав'юк — одна з організаторів іменних стипендій для українських студентів та дітей-сиріт Монреальського відділу Громадської служби українців Канади «Поміч Україні», де вона постійно опікується постраждалими внаслідок аварії на ЧАЕС, патронує Іванівську районну організацію жіночого Товариства імені Олени Теліги.
Бере активну участь в організації спонсорської допомоги щорічному Всеукраїнському літературно-мистецькому конкурсу на краще виконання творів Олени Теліги «Щоб далі йти дорогою одною», який проводиться серед учнівської та студентської молоді України Всеукраїнським жіночім товариством імені Олени Теліги.
Передала в дарунок рідкісні старовинні рушники із жіночим автентичним строєм до Шкільного музею Олени Теліги київської спеціалізованої школи № 97 імені Олени Теліги та музею Київського державного інституту декоративно-прикладного мистецтва і дизайну імені Михайла Бойчука.
Ярослава Плав'юк зробила вагомий внесок у формування самосвідомості, підтримки національної ідеї українцями за кордоном та на батьківщині, у збереження культурної спадщини України. Її стараннями була повернута в Україну й передана до Центрального державного архіву кіно-, фото-, фонодокументів музична спадщини відомих в діаспорі, але зовсім незнаних в Україні композитора Богдана Весоловського та співака Антіна Дербіша.
21 січня 2018 року вона звернулася до слова вдячності та заклику до збереження незалежності, побудови сильної демократичної європейської країни на заходах, присвячених 100-річчю Української Народної Республіки в Торонто.
Померла 4 березня 2023 року у канадському місті Берлінгтон, провінція Онтаріо, в 96-річному віці.

## Нагороди та відзнаки
- Почесна грамота Київського міського Голови, за активну громадську діяльність, збереження національних традицій, формування патріотичних почуттів у підростаючого покоління.
- Орден Архистратига Михаїла УПЦ КП, за заслуги по відродженню духовності в Україні та утвердженню Помісної Української Православної Церкви.

## Сім'я
- Батько — Володимир Бойко (1892—1989), професор гімназії, викладав українську мову та літературу, українську історію.
- мати — Марія Бойко, донька пароха греко-католицької церкви отця Колянківського
- чоловік — Плав'юк Микола Васильович (05.06.1927—10.03.2012), Президент УНР в екзилі
- сини Орест та Нестор
- доньки Уляна та Оксана
- має 9 онуків та 4 правнуки.